# Nomada alpha
Nomada alpha là một loài Hymenoptera trong họ Apidae. Loài này được Cockerell mô tả khoa học năm 1905.